# دانشگاه بوروندی
دانشگاه بوروندی (به لاتین: University of Burundi) یک دانشگاه دولتی در بوروندی است که در بوجومبورا واقع شده‌است.